# Raphael Semmes
 (février 2019).
Raphael Semmes est un officier de marine américain, né le 27 septembre 1809 dans le comté de Charles (Maryland) et mort le 30 août 1877 à Mobile (Alabama). Il servit dans l'United States Navy de 1826 à 1860, puis dans la Confederate States Navy (la marine des États du Sud) de 1860 à 1865. Durant la guerre de Sécession, il fut le capitaine du corsaire CSS Alabama, qui réalisa alors un record de soixante-neuf prises. Il fut plus tard promu au rang d'amiral, et servit brièvement comme général de brigade dans l'armée des États confédérés.

## Service avant la guerre civile
Jeune officier, il commande un brick, l'USS Somers, qui se perd pendant une tempête dans le Golfe du Mexique.

## Service durant la guerre de Sécession
Au début de la guerre, Semmes opta pour le Sud et reprit du service : il fut le capitaine de deux « commerce raiders » (corsaires) : le CSS Sumter, puis le CSS Alabama, sur lesquels il mena la guerre de course contre les navires de l'Union.
Avec le CSS Alabama, Semmes captura en deux ans un nombre record de prises (soixante-neuf navires de commerce unionistes) dans l'Atlantique, l'Océan Indien et la Mer de Chine Occidentale. Le CSS Alabama détruisit aussi une canonnière unioniste, l’USS Hatteras, dans le Golfe du Mexique.
Au terme d'une longue poursuite, le CSS Alabama fut coulé le 19 juin 1864 par la corvette unioniste USS Kearsarge (1861) au large du port de Cherbourg (France). Semmes, blessé, fut sauvé avec une quarantaine de ses hommes par un yacht anglais, le Deerhound, et hospitalisé en Angleterre.

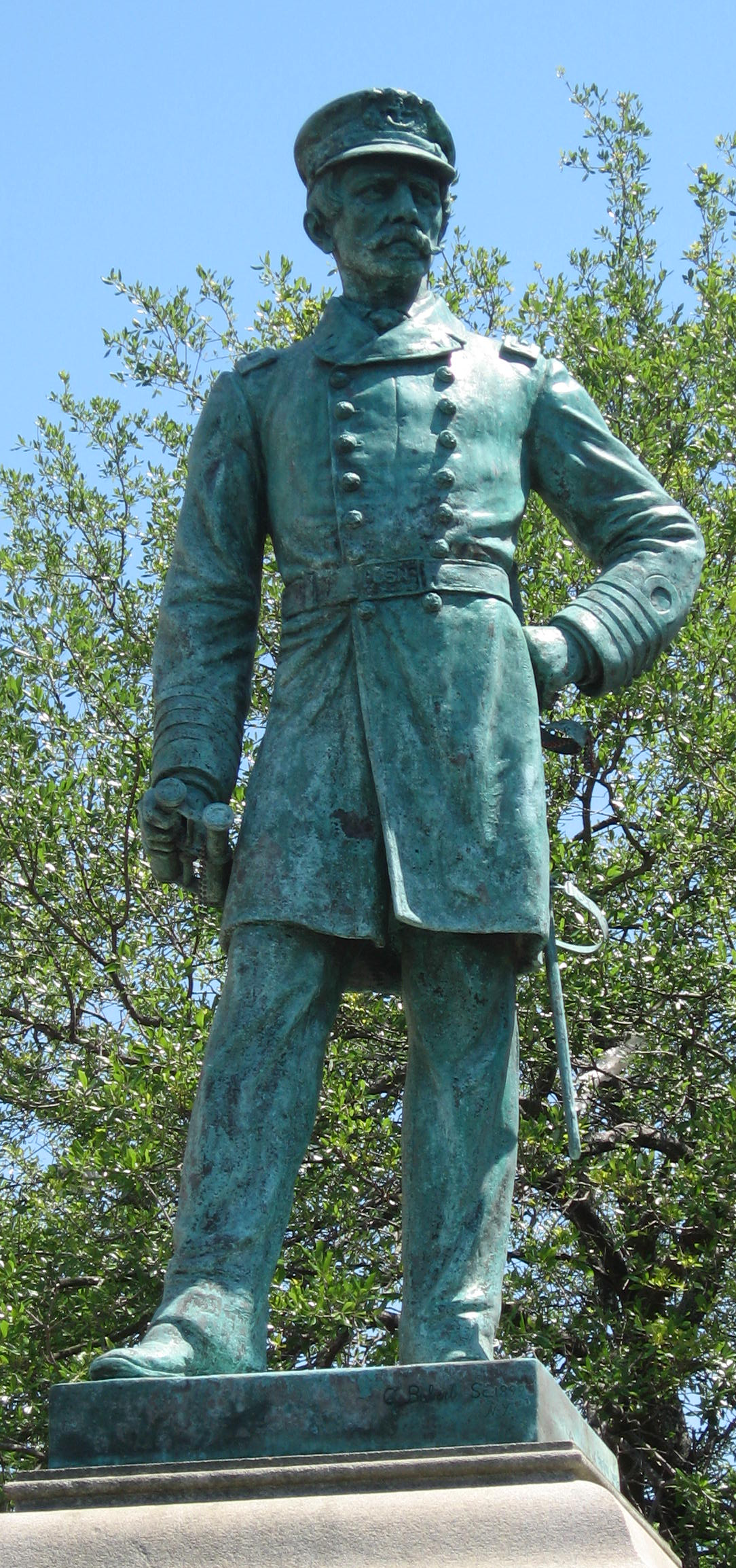
Statue de Raphael Semmes à Mobile (Alabama)

Il fut nommé amiral en février 1865, et dirigea l'escadre de la James River pendant les derniers combats de la guerre. Il se rendit au général William T. Sherman, le 1er mai 1865, en tant que « général d'infanterie adjoint au général Joseph E. Johnston », et ses hommes se rendirent en tant qu'« artilleurs ». Cet expédient leur permit d'éviter la pendaison dont la loi martiale de l'Union menaçait les pirates.

## Après la guerre

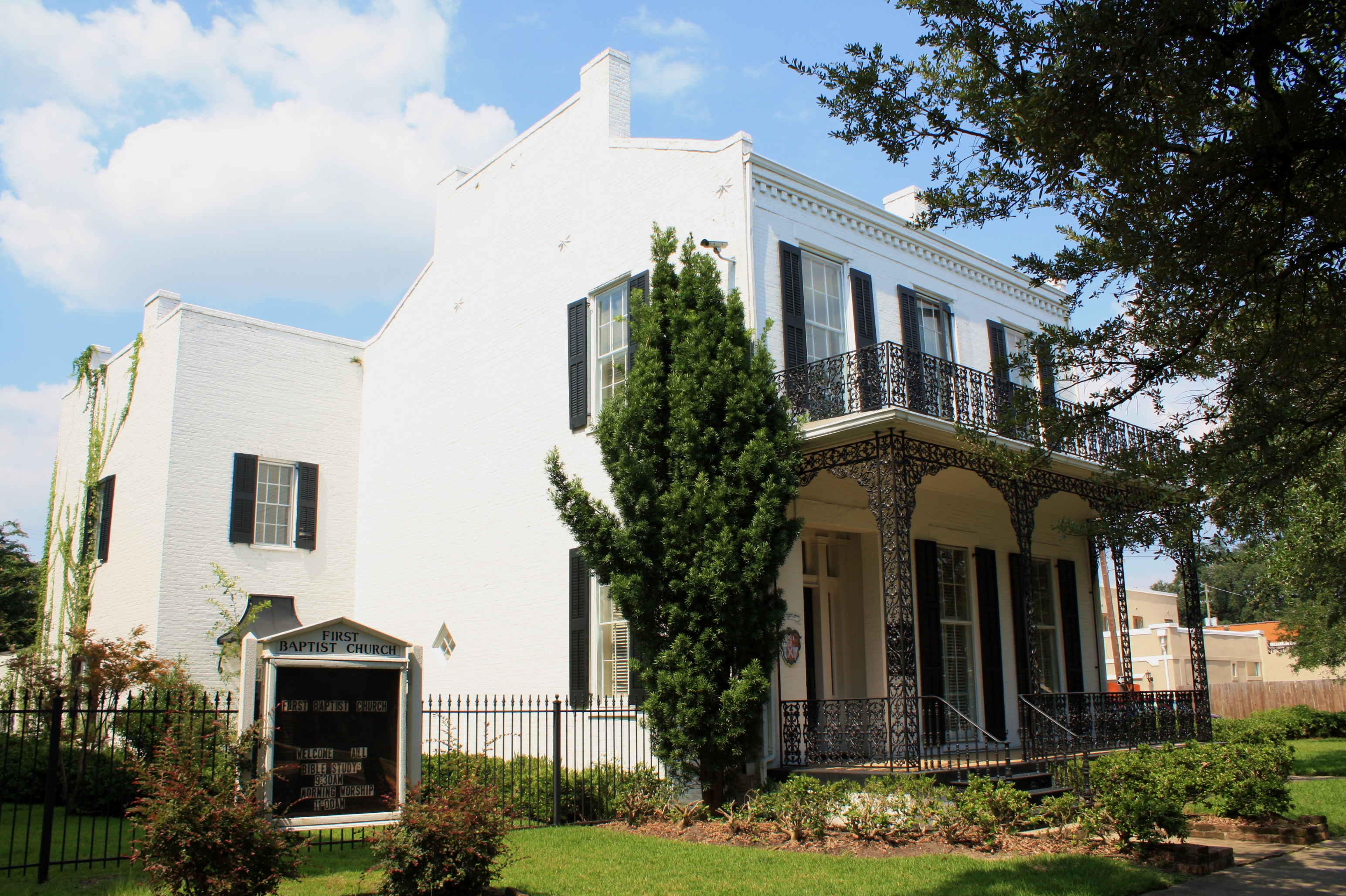
Le capitaine Semmes mourut en 1877 dans la « Semmes House », offerte au glorieux amiral par ses concitoyens en 1871

Raphael Semmes enseigna comme professeur de philosophie et littérature à l'Université d'État de Louisiane.
Il étudia le droit et devint juge, puis il retourna à Mobile. Il écrivit le récit de ses campagnes : Memoirs of Service Afloat during the War between the States (en français : « Mémoires de service en mer pendant la Guerre de sécession », 1869).
Figure très estimée et respectée, Raphael Semmes a donné son nom à la ville de Semmes, dans l'état d'Alabama, ainsi qu'à une rue du campus de l'Université d'État de Louisiane (où il avait enseigné), et à une rue de Richmond (Virginie).

## Œuvres
- (en)Semmes, Raphael, The Cruise of the Alabama and the Sumter, Carleton, 1864, Digitized by Digital Scanning Incorporated, 2001,  (ISBN 1-58218-353-8).
- Semmes, Raphael, Le Requin de la Confederation. L'épopée d'un corsaire sudiste, 1861-1865, Bellicum, 2011,  (ISBN 978-2-919356-01-0).